# Гай Клавдий Глабер
Гай Клавдий Глабер (на латински: Gaius Claudius Glaber) е политик на Римската империя през 1 век пр.н.е. по времето на въстанието на Спартак.
Произлиза от фамилията Клавдии. През 73 пр.н.е. e претор и легат. Той се бие заедно с войската си от 3 000 души безуспешно с войската на въстаналите роби на Спартак при Везувий.